# Smrt in pogreb Franklina D. Roosevelta
Franklin Delano Roosevelt, 32. predsednik Združenih držav Amerike, je umrl 12. aprila 1945 po hudi možganski krvavitvi. Do danes je predzadnji ameriški predsednik, ki je umrl na  položaju. Rooseveltova smrt je po ZDA in celem svetu povzročila velik šok in žalost. Njegov državni pogreb je bil izveden 15. aprila, tri dni po njegovi smrti, ameriški predsednik Harry Truman, ki je nasledil Roosevelta na položaju predsednika, pa je razglasil 30-dnevno žalovanje. Rooseveltovega pogreba se je udeležilo več kot 500.000 ljudi in političnih predstavnikov, ki so se mu poklonili, ko so ga po njegovih željah pokopali v Hyde Parku v New Yorku.     
Manj kot en mesec po Rooseveltovi smrti, 8. maja se je Nacistična Nemčija predala in kapitulirala, s tem pa se je končala druga svetovna vojna v Evropi. Predsednik Truman, ki je tega dne dopolnil 61 let, je dan zmage v Evropi in njena praznovanja posvetil Rooseveltovemu spominu, za preostalo 30-dnevno žalovanje pa je ohranil na pol viseče zastave po ZDA. Pri tem je Truman dejal, da je njegova edina želja ta, da bi Roosevelt to dočakal in da bi bil priča temu dnevu.  

## Bolezen in smrt
Čeprav se je Roosevelt od leta 1921 soočal z otroško paralizo, pa to ni prispevalo k njegovemu poslabšanju zdravja. Njegovo zdravje se je poslabšalo zaradi močnega kajenja, saj je velik del odraselskega življenja kadil in je takrat veljal za verižnega kadilca. 
Prve zdravstvene težave je Roosevelt začutil konec leta 1940, ki pa niso kazale resnih znakov. Ko se je novembra 1943 vrnil s Teheranske konference, je začel nenehno kašljati, začel je tudi izgubljati telesno težo in pogosto je bil utrujen. Njegova hčerka Anna Roosevelt Boettiger je postala zaskrbljena zaradi njegova zdravja, zato se je po novem letu 1944 posvetila o Rooseveltovem pregledu pri zdravniku. 28. marca 1944 je bil Roosevelt sprejet v bolnišnico Bethesda, kjer ga je pregledal in testiral kardiolog Howard G. Bruenn. Bruenn in še en njegov pomočnik sta ugotovila, da ima Roosevelt visok krvni tlak, aterosklerozo in bolezen koronarnih arterij, ki povzroča angino pektoris in kongestivno srčno popuščanje. Poleg tega pa je bil Roosevelt v tem času tudi vse bolj obremenjen zaradi političnih del, predvsem v zvezi z drugo svetovno vojno, kar je dodatno prispevalo k poslabšanju njegovega fizičnega zdravja. Bruenn in dva njegova zunanja specialista so Rooseveltu naročili nujen počitek. Njegov osebni zdravnik, admiral Ross McIntire, je naredil dnevni urnik, ki je poslovnim gostom prepovedal skupno kosilo in vključeval vsaj dve uri počitka vsak dan.
Po sprejetju zdravniških naročil so se nekatere Rooseveltove zdravstvene težave izboljšale, vendar je njegov apetit ostal navidezno še vedno slab. Julija 1944 je specialist Frank Lahley, vodja klinike v Bostonu dejal, da verjame, da Roosevelt ne bo preživel še enega polnega predsedniškega mandata. Ko je Roosevelt jeseni 1944 kandidiral na ameriških predsedniških volitvah, na katerih je bil izvoljen četrtič, je McIntire večkrat zanikal, da je bilo njegovo zdravje slabo. 12. oktobra je npr. sporočil, da je bilo predsednikovo zdravje popolnoma v redu. S časoma pa je Roosevelt sam ugotovil, da bi njegovo poslabšanje zdravja s časoma onemogočilo mu opravljanje funkcije predsednika in je zato svojemu zaupniku v začetku leta 1945 povedal, da bo po koncu vojne odstopil s položaja ameriškega predsednika. 
Ko se je Roosevelt februarja 1945 vrnil v ZDA iz Jaltske konference, so bili mnogi zelo šokirani, ko so videli, kako suh, star in krhek je že bil. Kljub temu je govoril normalno. 29. marca je Roosevelt odšel k Mali Beli hiši v Warm Springsu v zvezni državi Georgija, da bi se odpočil in pripravil pred svojim pričakovanim nastopom na ustanovni konferenci Združenih narodov. K njemu se je preselila tudi njegova hči Anna, da bi svojemu očetu delala družbo in mu bila v podporo. 12. aprila 1945 popoldne je Roosevelt sedel za portretom v Georgiji, ko je ob 13:15 slikarju, ki je bil zraven njega, rekel: "Strašno me boli glava." To so bile tudi njegove zadnje besede. Takoj zatem je na stolu padel v nezavest, slikar pa je nemudoma poklical osebje hiše, kateri so nato takoj poklicali zdravnike. Nezavestnega Roosevelta so nato odpeljali v spalnico. Zdravnik in kirurg Howard Bruenn je kot vzrok padca v nezavest diognasticiral možgansko krvavitev, ki je bila posledica možganske kapi. Čeprav so ga močno oskrbovali, Roosevelt ni prišel k sebi. Ob 15:35 tega dne je 63-letni predsednik Franklin Roosevelt zaradi možganske krvavitve umrl.
Lucy Mercer Rutherford, nekadnja Rooseveltova ljubica in njegova tesna prijateljica Elizabeth Shoumatoff, sta bili ob Rooseveltu, ko je umrl. Ko je njegova žena Eleanor Roosevelt izvedela za moževo smrt, se je soočila tudi z novico, da je Anna Boettiger to srečanje organizirala z Mercerjevo in da je bila Mercer ob Franklinu, ko je ta umrl. Ameriški podpredsednik Harry S. Truman je po prihodu v Belo Hišo izvedel za Rooseveltovo smrt, zaradi česar je pozneje tega dne zaprisegel kot 33. predsednik ZDA in v državi razglasil 30-dnevno žalovanje. Uvodnik v New York Timesu je zvečer tega dne izjavil: 
Moški bodo hvaležni Bogu na kolenih čez sto let, ko je bil Franklin D. Roosevelt v Beli Hiši. 

## Pogreb

### Pogrebna služba v Beli hiši
Zjutraj 13. aprila so Rooseveltovo truplo položili v krsto z ameriško zastavo in ga naložili na predsedniški vlak ter ga odpeljali v Washington D.C. Med prihodom do Bele hiše se je na tisoče ljudi poklonilo Rooseveltu. Po prihodu v Washington D.C. so krsto postavili v vzhodno sobo, kjer je bila pet ur na voljo za ogled. Pri tem se je ob krsti zbralo na stotine žalujočih. Po pogrebni službi v Beli hiši so krsto 14. aprila naložili nazaj na vlak, ki so ga varovali štirje vojaki, po en iz mornarice, marincev in obalne straže, in jo odpeljali v New York.

### Pokop
Državni pogreb se je začel 15. aprila 1945 zgodaj popoldne, ko je vojska s konjsko povorko peljala po cesti v Pensylvaniji Rooseveltovo krsto, vse do Hyde Parka v New Yorku. Ko so prispeli do Hyde Parka, so krsto postavili iz povorke na vrt. Velika množica žalujočih ljudi in vojske, ki so se zbrali na pogrebu, je zapolnila prostor do žive meje, ki je obdajala vrt. Med udeleženci je bil tudi ameriški predsednik Truman. Britanski premier Winston Churchill se zaradi političnih obveznosti ni mogel udeležiti pogreba in je zato na pogreb poslal svojega zastopnika Anthonyja Edena. Med udeleženci, ki so jokali, so bili tudi nekateri igralci harmonike, ki so igrali Rooseveltu v slovo.
Po prihodu v Hyde Park so marinci v zrak izstrelili dva strela, nato pa je sledila molitev in nato še ena minuta molka. Nato je nebo preletelo šest vojaških letal. Ob 15:00 so nato Roosevelta pokopali v Hyde Parku, v grob iz belega marmorja, ki je bil narejen po njegovih željah.
Po pogrebu je predsednik Truman za preostalo 30-dnevno žalovanje ohranil na pol viseče zastave po ZDA, dan zmage v Evropi 8. maja in njena praznovanja pa je posvetil Rooseveltovemu spominu. Pri tem je Truman dejal, da je njegova edina želja ta, da bi Roosevelt to dočakal in da bi bil priča temu dnevu. 